# Eneolític
L'edat del coure, també anomenada calcolític (del grec χαλκός, khalkós 'coure', i del grec λίθος, lithos 'pedra') i Eneolític (del llatí aenĕus 'coure'; i del grec λίθος, lithos 'pedra'), és un període de la prehistòria situat entre el Neolític ('Nova Edat de la Pedra') i l'edat del bronze.
El coure va ser un dels primers metalls que va usar l'ésser humà, utilitzant-lo inicialment en el seu estat natural, el coure natiu, ja que desconeixia els mecanismes pels quals es podia fondre el mineral. En aquests primers temps, el modelava gràcies a les tècniques del martellejat i/o del batut en fred, de manera que aquesta fase no és considerada encara calcolítica, sinó neolítica. El perfeccionament de les tècniques ceràmiques li va permetre l'experimentació amb els processos metal·lúrgics, començant així a comprendre'ls. Quan ja els controlava, va començar a realitzar diversos aliatges amb altres minerals, i n'és el més habitual la barreja amb arsènic, primer, i la posterior amb estany, la qual va donar lloc a un nou metall, el bronze.
S'han trobat artefactes de coure al sud de l'actual Turquia i nord d'Iraq anteriors al mil·lenni VI aC, però, possiblement, havien estat treballats en fred o escalfats lleugerament per aconseguir-ne una mica de ductilitat. A la cova de Shanidar (muntanyes Zagros, Iraq), s'han trobat penjolls fets amb grans de coure en nivells corresponents al 9500 aC, és a dir, del Neolític inicial. Però les primeres proves clares de fosa (assenyalades per la presència d'escòries de coure) s'han trobat a Çatalhöyük, a Anatòlia, i corresponen a un moment proper al 6000 aC. Al llarg del VI mil·lenni, apareixen més proves metal·lúrgiques per tot el sud d'Anatòlia, Iraq i els Zagros iranians, de la qual cosa s'ha deduït que el sud d'Anatòlia i el Kurdistan (zones riques en minerals de coure) van poder ser les àrees nuclears on se'n va aconseguir la fosa per primera vegada. A Egipte i als Balcans, es troben artefactes de coure natiu no fosos corresponents al mil·lenni V aC, però és durant el mil·lenni IV aC quan es va produir l'auge de la metal·lúrgia calcolítica balcànica, en un procés de característiques autòctones que va acabar per expandir-se a la Grècia continental i, posteriorment, a bona part de la resta d'Europa, gràcies a les xarxes d'intercanvi (d'objectes i idees) existents des del Neolític. Al sud de la península Ibèrica, s'han detectat també processos metal·lúrgics d'origen autòcton durant el mil·lenni II aC, relacionats amb les cultures arqueològiques de los Millares i Vila Nova de São Pedro.
A Amèrica, hi ha constància de la fosa del coure des de principis del mil·lenni I aC, als altiplans bolivians i peruans, fent aliatges amb plata i or des del 500 aC a les actuals Colòmbia i Perú. Gairebé sempre va servir per fabricar objectes rituals o de prestigi, i són pocs els artefactes utilitaris trobats. Només a partir de la fase cultural Chimú es va començar a utilitzar el coure arsenicat.

## Context

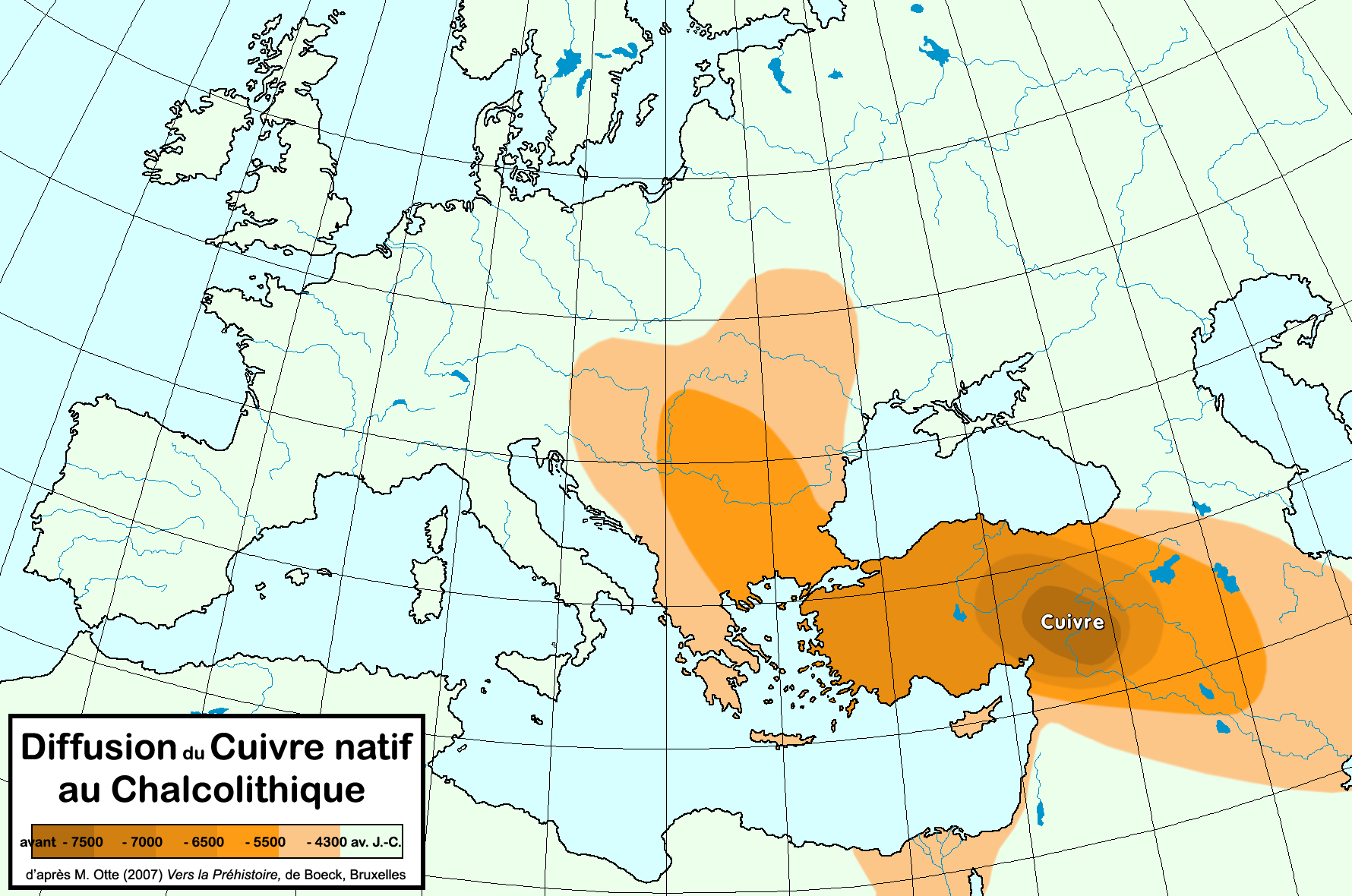
Àrea d'expanció del calcolitic.
7.500 aC
7.500 – 7.000 aC
7.000 – 6.500 aC
6.500 – 5.500 aC

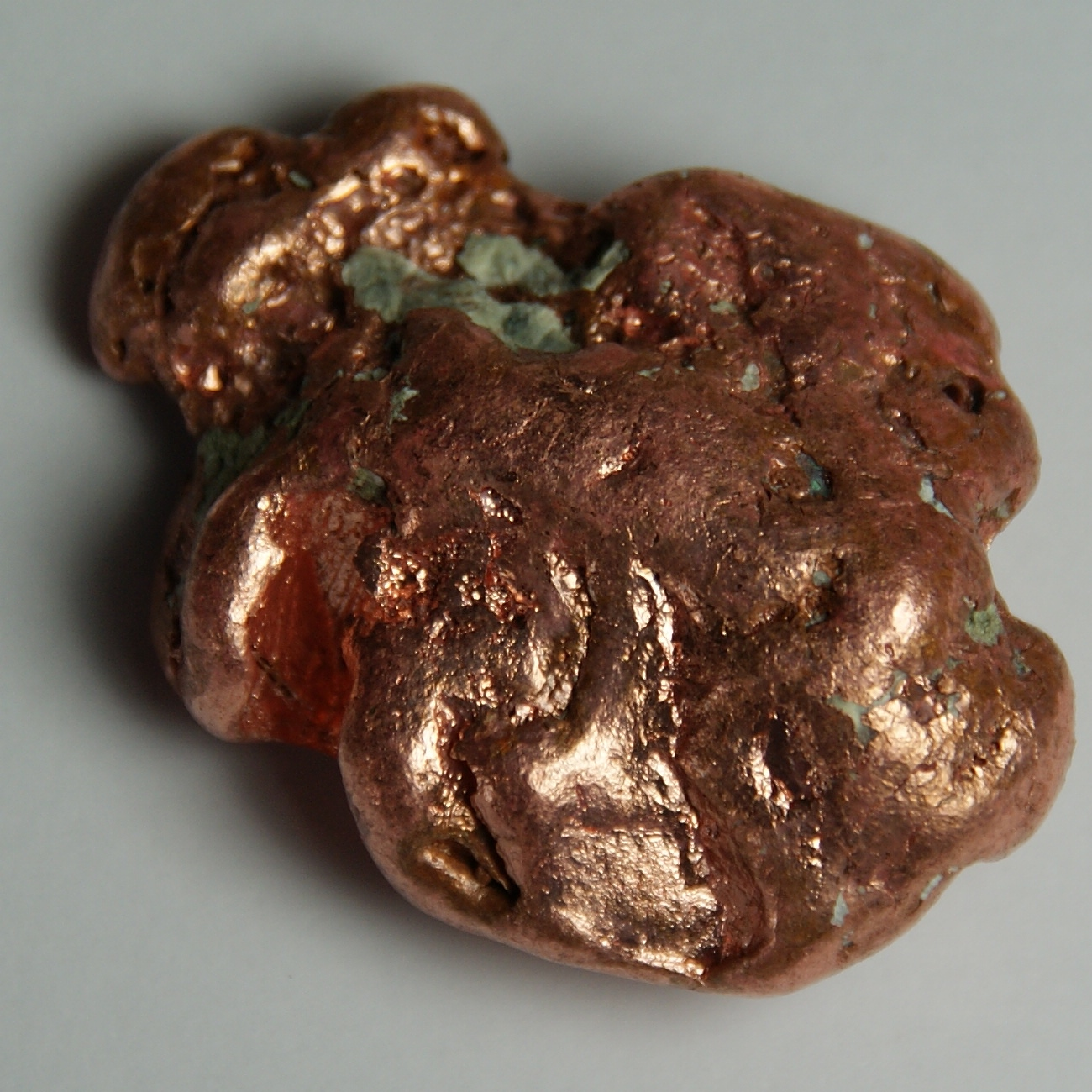
Palleta de coure

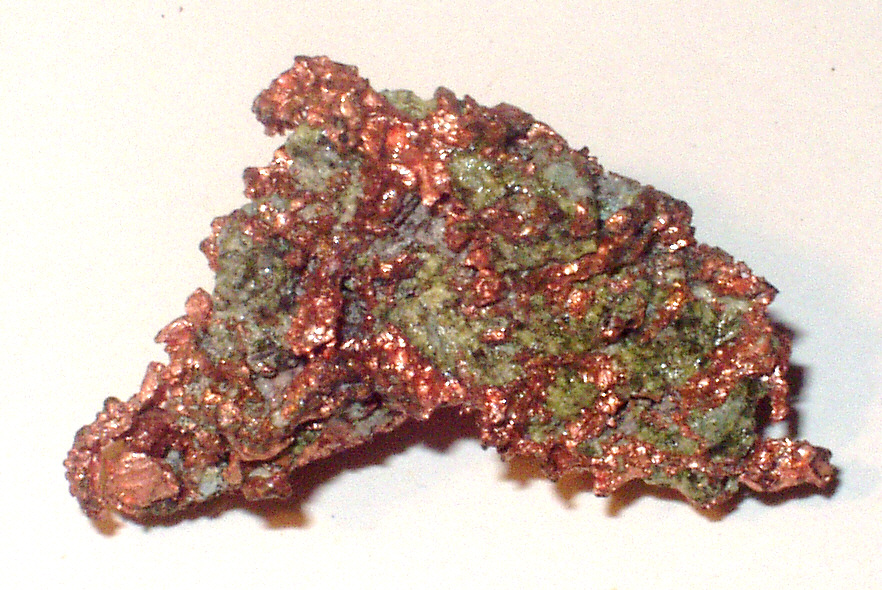
Mineral de coure

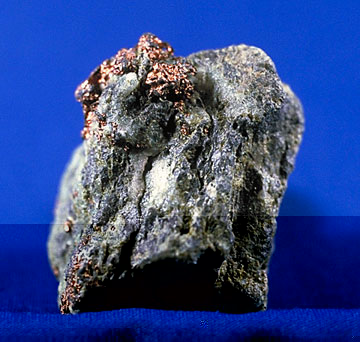
Coure natiu

Encara que el calcolític deu el nom i sempre s'ha identificat amb l'ús dels primers metalls per part de la humanitat, hi ha molts altres processos de canvi associats que són fins i tot més importants que la mateixa metal·lúrgia:
- La intensificació de la producció
- Els nous models d'ocupació del territori
- L'especialització artesanal
- L'increment dels intercanvis
- L'estratificació social

Tots aquests junts van provocar, a partir del mil·lenni V aC al voltant de la Mediterrània oriental, un fenomen que s'ha anomenat emergència de les primeres societats complexes. Dins d'aquest conjunt de processos, la metal·lúrgia va ser únicament una innovació tecnològica relativa, ja que fondre minerals cuprífers no requereix tècniques especials, sinó només d'un cert perfeccionament dels mètodes utilitzats per a la fabricació de ceràmica: la fusió del coure es realitza a 1083 graus, temperatura que havia estat gairebé aconseguida per algunes comunitats ceramistes del Neolític.
L'augment de la productivitat en l'agricultura segurament es va aconseguir gràcies a l'ús de l'arada a la Mediterrània, a més, amb les tècniques de regadiu i la domesticació de la vinya i de l'olivera, de la qual cosa s'han trobat indicis. Així, es van poder ampliar les superfícies en explotació i, gràcies a l'aparició del carro, transportar els excedents produïts per a l'intercanvi. En la ramaderia, es va produir el que s'ha denominat revolució dels productes derivats, conseqüència de l'aprofitament de la força motriu del bestiar, de la llet (i derivats) i de la llana.
Per a Renfrew, Chapman i els seus seguidors, la complexitat social va ser el resultat de l'increment i diversificació de la producció i els intercanvis. Marginats actualment els models difusionistes, el debat s'ha centrat últimament en la importància que van tenir en la transmissió cultural els contactes entre grups humans, demostrats per abundants proves. Gràcies als intercanvis, es va generalitzar l'ús de la roda i del carro en l'Europa central i occidental, mentre que la metal·lúrgia del coure es va estendre acompanyant l'expansió del vas campaniforme. La uniformitat i extensió dels fenòmens campaniforme, cordat i globular sol ser interpretada com a resultat del comerç de llarga distància.
Tots aquests canvis van provocar el pas del mode de producció domèstic neolític (autàrquic) a una sèrie d'economies integrades (interdependents). Aquestes estaven dirigides per caps estables, que, exercint-hi la coerció, s'apropiaven dels excedents, amb la qual cosa van començar a generar les primeres grans desigualtats en el si de les societats. Així mateix es va produir un clar creixement demogràfic, que va provocar l'expansió, estabilització i nuclearització de les poblacions, que, sobretot a l'àrea mediterrània, van aconseguir nivells considerats com protourbans, amb estructures sumptuàries, un cert urbanisme i una incipient jerarquització dels assentaments. A aquestes societats, se les ha donat el qualificatiu de preestatals.
El caràcter transformador de la metal·lúrgia probablement va incidir en les mitologies calcolítiques, i hi va generar divinitats demiúrgiques (modificadores de la matèria), i l'estratificació social es va deure reflectir també en uns panteons més jerarquitzats, regits per deïtats masculines i guerreres, que van desplaçar les deesses mare neolítiques.

## El calcolític inicial al Pròxim Orient
El coure va començar a ser fos al sud d'Anatòlia durant el mil·lenni VI aC per fer ornaments i/o complements mentre es continuaven utilitzant les mateixes eines lítiques (o d'altres materials) del Neolític, ja que els artefactes fabricats en aquest metall (sense cap tipus d'aliatge) eren menys eficaços que els de sílex o obsidiana. Les primeres proves procedeixen de Çatalhöyük, però en nivells corresponents als anys centrals del mil·lenni, apareixen també a Hacilar: són algunes peces de coure fos com punxons, agulles i ornaments.
A Mesopotàmia, la metal·lúrgia del coure (i del plom) es detecta en les cultures de Samarra (Iraq) i Tell-Halaf (Síria), cap a mitjans del VI mil·lenni aC. En ambdues, s'havia començat a practicar l'agricultura de regadiu i es van elaborar ceràmiques fetes a mà d'alta qualitat, sobretot els grups halafiens, que van construir santuaris, van realitzar petites escultures i utilitzaven segells. Al sud mesopotàmic, destaca el jaciment d'Eridu (per als sumeris la ciutat més antiga, amb estrats pertanyents al principi del V mil·lenni aC), que va participar inicialment en les cultures anteriors i on es va construir un temple de petites dimensions. De la mateixa època, L'Obeid ens ha llegat ceràmica feta a torn, armes i ornaments de metall, així com temples monumentals que anticipaven els posteriors ziggurats.
Des del 5000 aC, a Ugarit (Síria) i des del 4500 aC a Palestina i Biblos (Líban), van començar a manufacturar-se petites quantitats d'objectes metàl·lics que, en el cas de Biblos, no sols van ser de coure sinó també d'or i plata.
Al vall del Nil, es va desenvolupar a partir del 4000 aC la cultura naqada, corresponent al període predinàstic i coneixedora ja de la metal·lúrgia, encara que la majoria dels objectes trobats es van fabricar de pedra. Ha estat considerada un protoestat, amb agricultura de regadiu i una extensa necròpolis amb clares diferències socials. Durant aquesta època, van aparèixer les convencions artístiques i els signes religiosos (de caràcter totèmic) que van estructurar posteriorment l'Egipte faraònic. Així mateix, es va desenvolupar una important artesania que va utilitzar de manera limitada els minerals de coure, or i plata (procedents segurament de la península del Sinaí) per a crear agulles, amulets i altres ornaments.

## Els Balcans en el IV mil·lenni aC: primers protoestats europeus

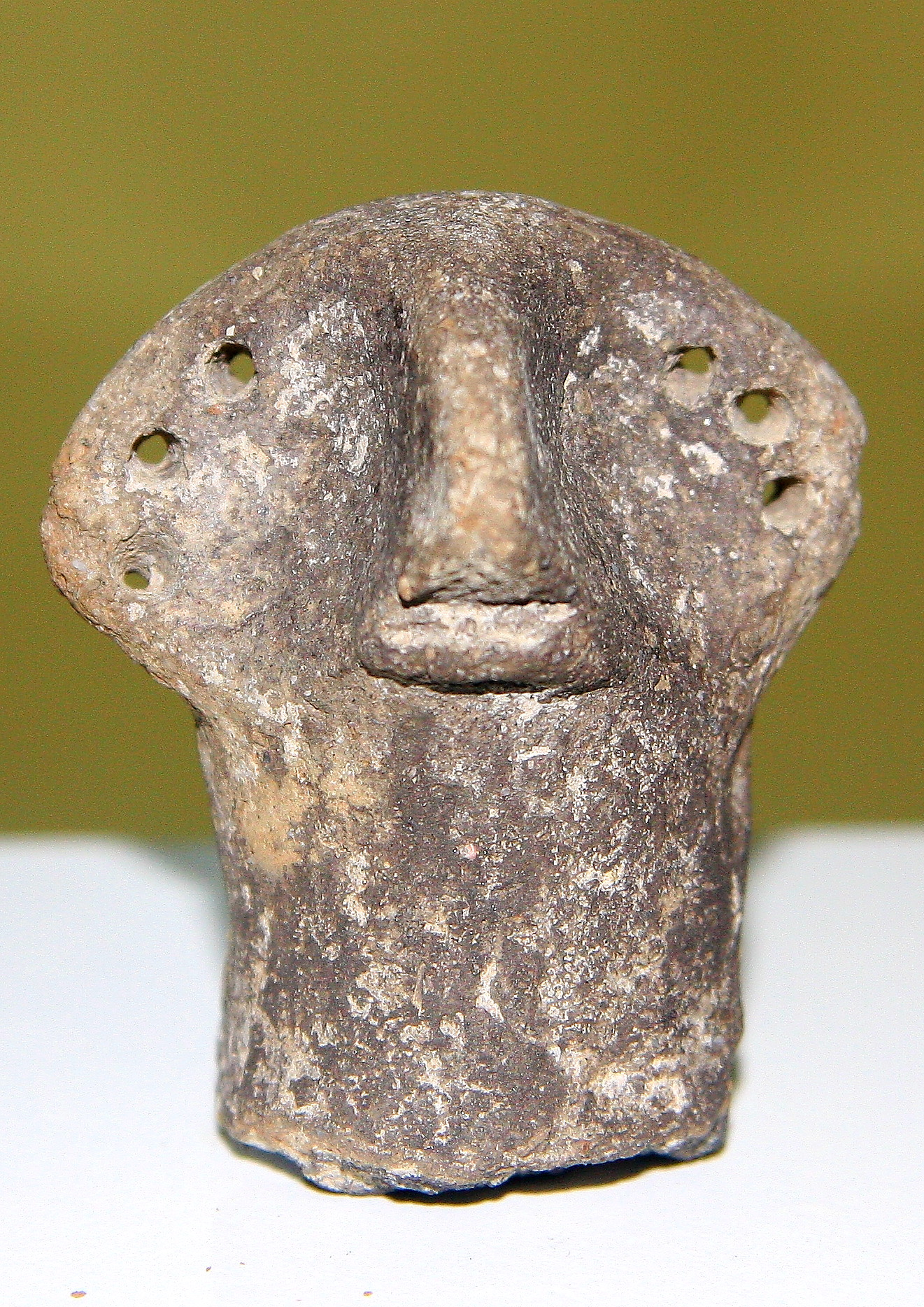
Cap d'un ídol, corresponent al grup de Gumelnitsa.

Fins als anys 70 del segle xx, els models difusionistes establien que la metal·lúrgia va arribar a Europa a conseqüència de la influència de Troia, Eutresis o les Cíclades, lligades a les civilitzacions orientals, suposadament més desenvolupades. Però les sèries de carboni-14 van demostrar que la metal·lúrgia balcànica era gairebé un mil·lenni més antiga que la dels seus suposats inspiradors. Així, investigacions posteriors van establir que, cap al 4000 aC, als Balcans havia sorgit de manera autòctona una potent indústria minerometal·lúrgica del coure, associada a una orfebreria impressionant, en un entorn social que alguns autors han arribat a anomenar la primera civilització europea. Situats entre el Danubi i Tessàlia, els focus principals en van ser Vinca, Gumelnitsa, Salcuta, Cucuteni i Tiszapolgar, contemporanis dels grups neolítics grecs. El grup de Vinca es va estendre per l'actual Sèrbia, el de Gumelnitsa per Bulgària i Romania, el de Salcuta, molt lligat a l'anterior, per l'oest de Bulgària, Cucuteni per Bessaràbia, Moldàvia i Ucraïna; Tiszapolgar per la conca dels Carpats.
Els elements de coure més fabricats van ser eines de tipus destral, perforades i de doble ús (destral-pic, martell o aixada), així com adorns (anells, braçalets i agulles). Però tot això era únicament per a l'ostentació dels seus posseïdors, no d'ús utilitari, ja que els artefactes fabricats en pedra eren molt més forts i duradors. Els metalls van servir bàsicament per a consolidar la posició de les elits emergents, com a expressió del seu estatus social, del seu poder, cosa que reflecteix clarament la necròpolis calcolítica de Varna (Bulgària). Allà s'han trobat fins a 3.000 objectes d'or, la majoria de mida petita; una cinquantena d'elements de coure, milers de grans i braçalets de petxines, fulles de sílex, denes de quars, ídols d'os i ceràmiques pintades de tipus gumelnitsa. La gran majoria d'aquests objectes estaven associats a unes poques tombes i cenotafis, denominats principescos, més rics els masculins que els femenins; un segon grup d'enterraments que tenen unes poques peces precioses i útils de coure han estat associats amb una elit d'artesans especialitzats; un tercer grup més nombrós tenien un adorn o peça utilitària, a més de ceràmica; finalment, la majoria de les sepultures només tenen com a aixovar un solitari vas ceràmic o cap. En aquesta necròpolis, s'adverteix l'estructura piramidal d'una societat complexa, en la qual uns pocs individus ostentaven el lideratge del grup, acaparaven les riqueses i ho manifestaven mitjançant uns símbols exclusius de la seva classe social: l'or, el coure i les petxines procedents del mar Egeu.
L'excavació de nombrosos assentaments de nova creació fa suposar que la demografia hi va experimentar un important auge: s'ha estimat que només en l'actual Bulgària va haver-hi uns 1.000 poblats, de molt diferents dimensions, habitats per prop de 100.000 persones. A més, la planificació prèvia de molts d'aquests assentaments, amb planta rectangular o circular, fortificacions, orientats als punts cardinals i amb dos carrers principals que es creuen al centre, ens indica que estem davant d'un estadi social protourbà. L'aparició d'habitatges singulars (diferenciats dels altres) i d'edificis reservats al culte (abundants en ofrenes, tresors i figuretes), a més de tallers ceràmics i/o metal·lúrgics, ens aproximen a un escenari definit com a propi d'una civilització. Per si això no en fos prou, s'han trobat, a Vinca i Gumelnitsa, tauletes d'argila, ceràmiques i un segell gravats amb ideogrames, considerats el primer intent europeu d'escriptura. Però tot aquest brillant procés cultural va quedar bruscament interromput cap al 3000 aC sense que se'n sàpiguen exactament les causes: potser una crisi ambiental o les "invasions" kurganes, o una barreja d'ambdues.

### Karanovo-Gumelnitsa

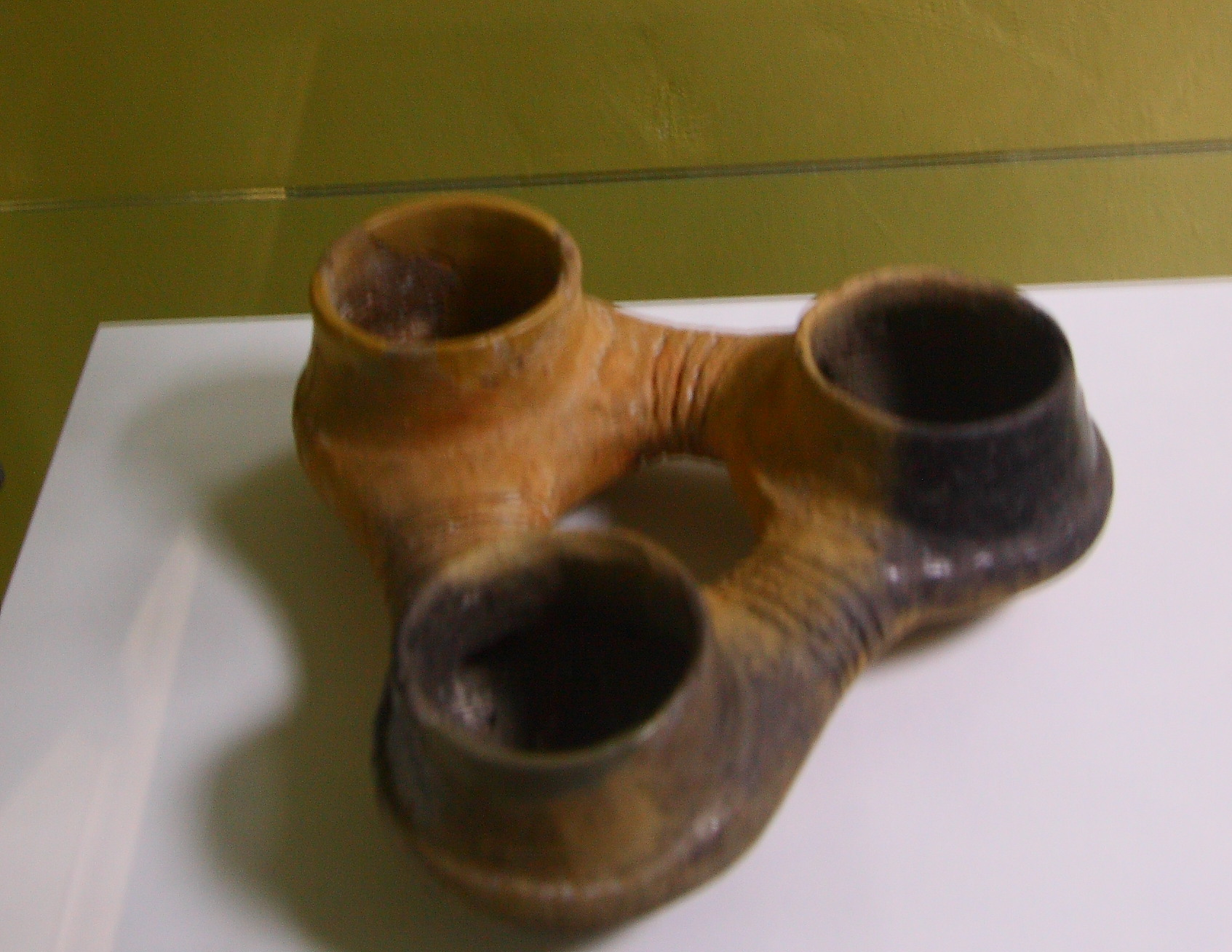
Vas ceràmic de Gumelnitsa.

En el territori de les actuals Bulgària i Valàquia, es va desenvolupar a partir del 4000 aC la cultura arqueològica de Karanovo-Gumelnitsa, en la qual s'aprecia un cert urbanisme amb el disseny i construcció de xarxes de carrers i estructures defensives. L'habitatge continuava en la tradició danubiana de cases fetes amb pals i argila, teulades de doble vessant i finestres rodones, albergant de vegades tallers domèstics d'eines, bijuteria i teixits. Les indústries del sílex, ceràmica i coure apareixen molt desenvolupades, cosa que denotaria una forta especialització tant artesanal com minera que, al seu torn, requeriria una clara jerarquització social.
Aquesta s'evidencia en necròpolis com la de Varna (vegeu supra), en les tombes trobem grans diferències entre els aixovars, que evidencien caràcters hereditaris i denoten l'existència d'una elit principesca. En general, les inhumacions mantenien el ritu tradicional (en posició fetal), encara que apareixen alguns cadàvers en posició estirada, així com cenotafis (tombes simbòliques sense cos però amb aixovar).
La religió apareix reflectida en certs edificis considerats temples, que alberguen a l'interior altars decorats en vermell sobre blanc amb motius solars i espirals. Se suposa que seria una religió solar, associada al culte de la Deessa mare; els ídols (molt esquematitzats) hi apareixen en abundància. També s'hi troben figuretes votives amb trets individuals, tant femenines com masculines i de parelles.
La ceràmica és com la de l'última fase de Boian, pintada al grafit, i apareixen després noves formes com copes de vora gruixuda sense decorar i els askoi.

### Cucuteni-Tripolje
En les actuals Ucraïna occidental, Moldàvia i part de Romania, es va desenvolupar aquesta cultura arqueològica identificada mitjançant els seus recipients globulars i els seus enormes poblats envoltats per fossats i terraplens. S'hi practicava l'enterrament en postura estesa. Els cultes a la Deessa mare i a les divinitats animals van adoptar formes més definides, construint-hi temples i altars a l'aire lliure, així com fosses rituals en què apareixen (al costat de restes animals, gots, cendres i trossos de tova) ossos humans, la qual cosa fa pensar en possibles sacrificis rituals de persones. L'aparició de ceràmica impresa a cordó evidencia contactes amb Sredny Stog.
Els grans assentaments del sud d'Ucraïna solien estar en llocs estratègics i protegits per trinxeres i terraplens, i arribaven a acollir entre 5.000-8.000 persones. Els edificis seguien un pla urbanístic, ordenats en cercles concèntrics successius, amb carrerons radials que partien del centre i aprofitaven al màxim l'espai disponible. Hi ha documentats barris sencers d'artesans especialitzats, que disposaven de forns complexos i del torn terrisser, cosa que els permetria produir en sèrie la seva ceràmica. A Romania i Moldàvia, els assentaments van ser una mica menors, però tot i així, de dimensions considerables, com el de Petreny, que va poder tenir entre 2.000 i 4.000 habitants.

### Tiszapolgar
La cultura de Tiszapolgar, de tradició tessàlia, va desenvolupar la metal·lúrgia i amb aquesta l'estratificació social, visible en els seus aixovars, que inclouen destrals "màgiques", nòduls de sílex importat i destrals-martell de coure.

## Els pobles delskurgans
Els grups dels kurgans van ser associats per Marija Gimbutas a l'expansió per Europa dels idiomes indoeuropeus. Aquests grups eren una amalgama de pobles diferents que habitaven les estepes euroasiàtiques al nord de la mar Negra i que compartien alguns trets culturals comuns com els enterraments en túmuls (kurgans), l'ús del cavall o una economia ramadera.
La cultura yamna, també coneguda com la cultura de les Tombes de Fossa, es caracteritzava per les seves tombes en forma de túmul o kurgan, i apareix cap al 3500 aC a l'est del Volga i per tot el Turquestan. Aixecaven els seus pobles en altures, fortificant-los sovint. La seva economia era majoritàriament agropecuària, amb ramats d'ovelles sobretot. Van desenvolupar la metal·lúrgia del coure i una certa especialització professional, encara que les jerarquies no es reflecteixen amb claredat abans del 3000 aC. Enterraven els difunts sota túmuls o kurgans (que, de vegades, estan envoltats de lloses de pedra) en posició flexionada sobre l'esquena, empolvorant els cadàvers amb ocre o guix i acompanyant-los d'ofrenes de carn i gots ceràmics. Cada túmul sol contenir diversos enterraments, la qual cosa els donaria caràcter de mausoleus familiars.
Simultàniament, a l'oest del Volga es van produir considerables transformacions que van afectar la cultura de Sredny Stog II: a la gran importància que va adquirir-hi el cavall, caldria afegir una clara jerarquització social i l'aparició de la decoració ceràmica mitjançant la impressió de cordes (ceràmica cordada, veure infra). A Crimea i al Caucas es distingeixen fàcies regionals, i un exemple excel·lent d'una tomba principesca, la de Maikop, potser un cabdill que va dominar una àmplia regió. A la conca de l'alt i mitjà Dnièper, se'n diferencia el grup de Sofijevka, caracteritzat per sepultures d'incineració sovint molt pròximes entre si amb una ocasional presència d'ocre a les tombes.

## El mar Egeu entre els mil·lennis IV i III aC: l'alba de les cultures clàssiques

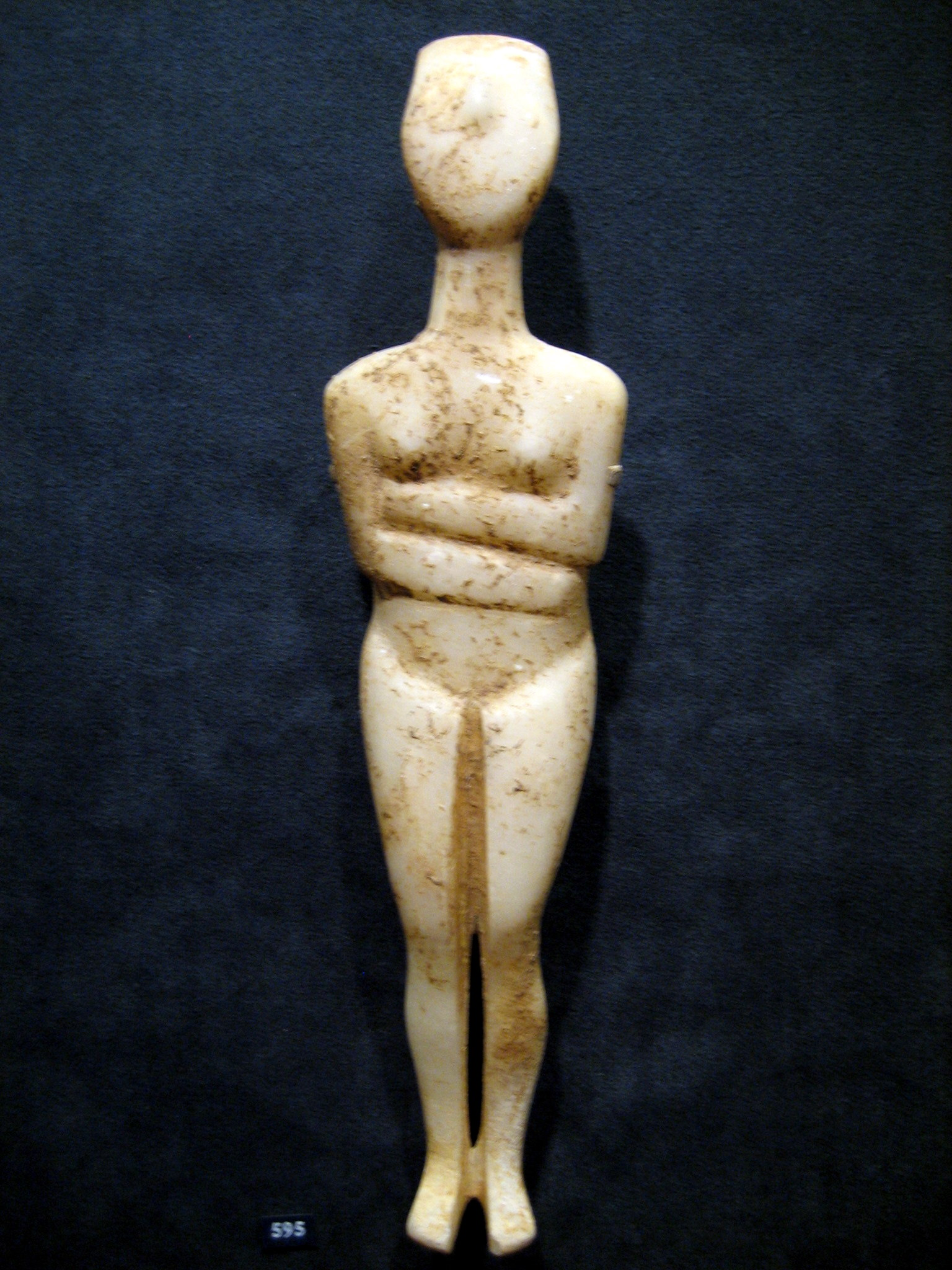
Figureta femenina ciclàdica, feta en marbre, conserva restes d'ocre.

A la fi del mil·lenni IV aC, van començar a produir-se una sèrie de canvis en l'àmbit del mar Egeu:
- Aparició de la metal·lúrgia del coure poc abans del 3000 aC;
- Increment de la demografia;
- Increment dels intercanvis entre illes i d'aquestes amb les costes continentals;
- Aparició d'edificis tipus megaron i de muralles;
- Estratificació social.

Aquests processos van provocar un clar augment de la complexitat social, i foren atribuïts per Arthur Evans a la pressió minoica, condicionada, al seu torn, per les seves relacions amb Egipte i el llevant mediterrani. Altres autors els han explicats com a resultat d'unes suposades colonitzacions procedents d'Anatòlia o dels Balcans. Però les proves arqueològiques indiquen una clara continuïtat amb els assentaments neolítics anteriors, encara que van ser creats d'altres de nova planta a conseqüència de l'augment de la població. Les fortificacions, els edificis singulars i els indicis d'estratificació tenen també precedents en el neolític (per exemple a Sesklo), la qual cosa porta a suposar que la majoria d'aquests canvis van ser de caràcter intern.
En aquestes transformacions, va haver de tenir un paper important la xarxa d'intercanvis que connectava les Cíclades amb Anatòlia, l'Àtica, el Peloponès, Creta i l'illa de Rodes, ja través de la qual es movien manufactures lítiques, sal i alguns elements metàl·lics, així com idees.
Els poblats fortificats van ser, inicialment, de mides modestes, i no en devia arribar a una hectàrea de superfície la majoria: Troia I, Lerna, Dímini, Calandriani (illa de Siros), Panormo (en Naxos), Terminal o Poliocni.

### Hel·làdic inicial
Dímini, situada a Tessàlia, prop de la ciutat de Volos, és interessant per la seva precocitat, ja que la fortificació està documentada durant tot el ml·lenni IV aC: estructurada en sis recintes emmurallats successius i concèntrics, a l'interior va ser excavada una casa tipus mègaron, que suggereix un precedent dels "palaus" en època molt primerenca.

### Ciclàdic inicial
El considerable augment demogràfic a les illes Cíclades no va poder ser degut a una intensificació agrària, ja que els seus sòls són, en general, relativament pobres, sinó, més aviat, a la seva riquesa en matèries primeres: plata, coure, obsidiana, marbre, etc. El jaciment de Calandriani, a l'illa de Siros, n'ha estat considerat l'arquetip del moment, amb muralla i bastions semicirculars, habitatges rectangulars separats per carrerons, tombes col·lectives però amb aixovars diferenciats i abundants ídols femenins de petita grandària, amb els braços plegats, asseguts o dempeus i amb el sexe molt evident.

### Minoic inicial (o antic)

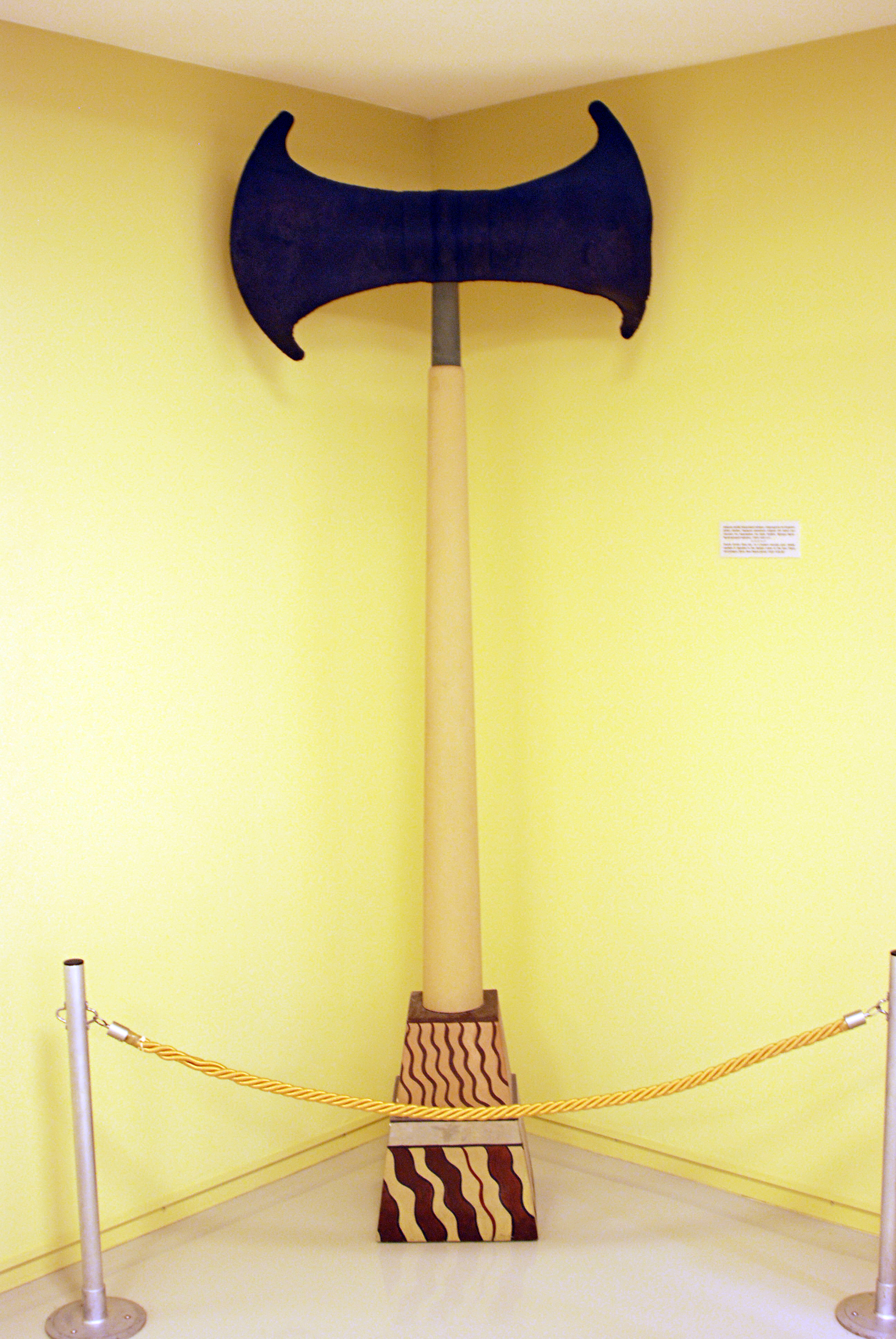
labrys minoic: doble destral simbòlica utilitzada per a usos cerimonials.

Ja des de finals del Neolític, a Creta havien aparegut habitatges rectangulars compartimentats i amb magatzems, on s'han trobat alguns objectes de coure. La continuïtat amb el període anterior a Cnosos i Festos és indubtable, encara que no en la resta de l'illa. S'hi va continuar usant la ceràmica incisa neolítica, però també altres tipologies noves decorades amb motius lineals i geomètrics, i hi aparegueren les gerres-broc i els característics vasos tipus calze. Encara que, en els primers moments, els elements de coure no van ser-hi abundants, i eren de pedra la majoria de les eines utilitzades, cap al final del període es van generalitzar, i aconseguiren probablement cap al 2300 aC realitzar l'aliatge amb estany.
S'han trobat inhumacions individuals sota els sòls de les cases, en coves o abrics, però també apareixen (sobretot a la regió de Mesara) enterraments col·lectius en tombes circulars de fins a set metres de diàmetre, construïdes en pedra i amb rics aixovars.
Cap a finals del període, la societat minoica apareixia clarament estratificada i amb un sistema de jerarquització territorial en el qual assentaments com Cnosos, Festos i Vassilikí funcionaven com a centres principals. No tenien estructures defensives ni edificis comunals, però sí cases diferenciades, que encara no poden considerar-se palaus. La base econòmica n'era l'agricultura, diversificada gràcies al cultiu de l'ametller, olivera i la vinya. El comerç i l'artesania estaven encara poc desenvolupats, encara que s'importava obsidiana de Melos, ivori d'Egipte i, possiblement, també d'allà, metalls preciosos.

## Malta: primers temples megalítics

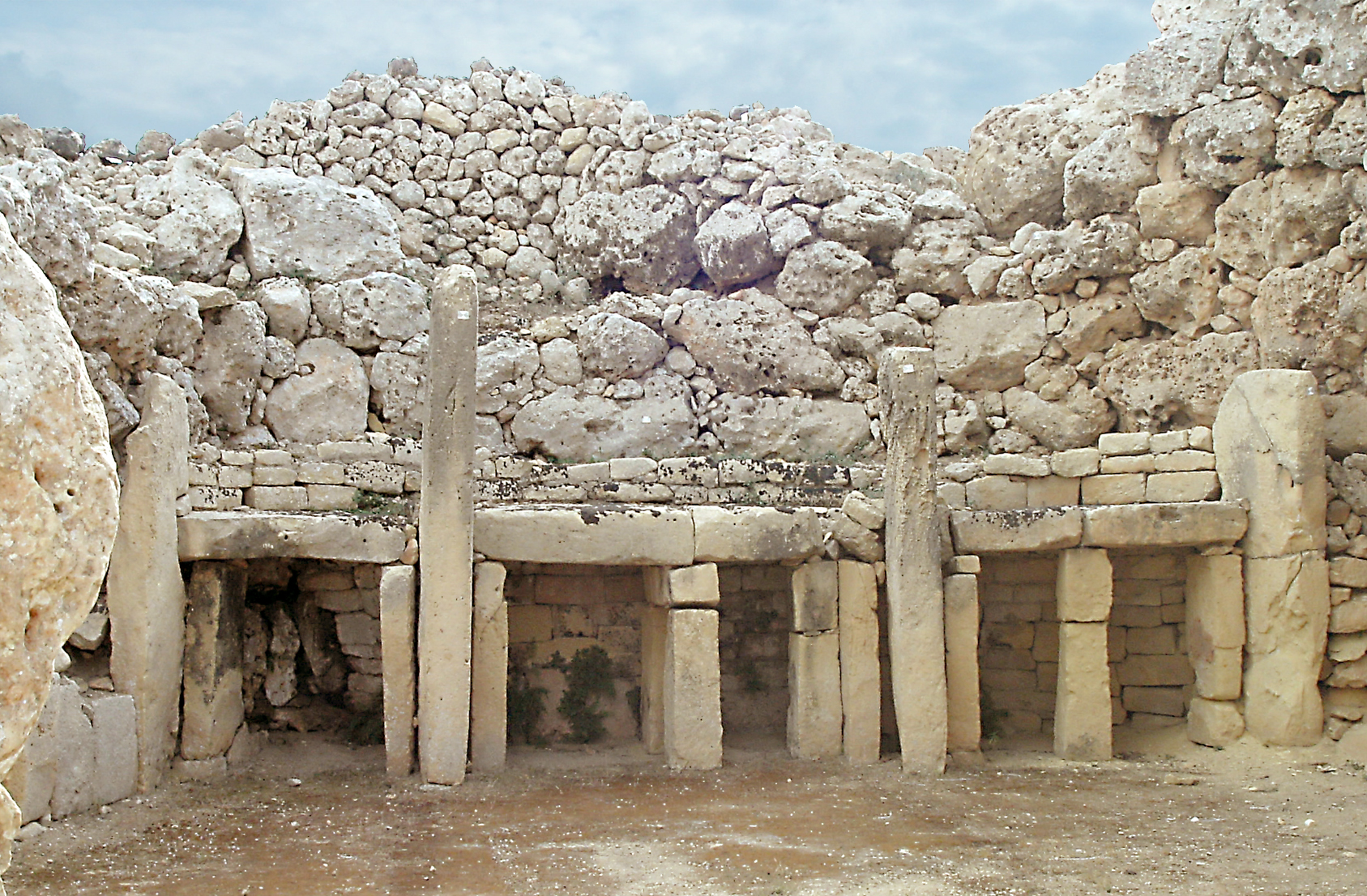
Nínxols a l'absis del temple de Ġgantija, Malta.

L'inici del calcolític a l'arxipèlag maltès és sincrònic al de l'Egeu i es correspon amb la construcció dels, fins ara, primers temples del món realitzats en pedra. Mentre que els assentaments ens són pràcticament desconeguts (encara que s'han identificat algunes cabanes de forma oval), les estructures funeràries i rituals van aconseguir una monumentalitat sense parangó en l'època. Segons Renfrew, els temples degueren tenir, a més de la funció religiosa, un caràcter referencial, servint a cadascuna de les direccions que els van aixecar com a símbol del seu poder. Ggantija, Hagar Qim, Mnajdra o Tarxien, per esmentar-ne els principals, estan construïts seguint la mateixa tipologia, encara que uns presenten major complexitat que d'altres: un corredor com a eix principal que travessa diferents espais de forma ovalada i, en conjunt, tenen una planta semblant a un trèvol. A més dels temples, s'ha de destacar l'hipogeu d'Ħal-Saflieni, excavat sota un turó: a la part superior, se situava la porta d'entrada a les cambres, avantcambres i corredors que, disposats en tres nivells, ocupaven uns 500 metres quadrats i contenien unes 7.000 inhumacions.

## El focus autòcton peninsular: Vila Nova i Los Millares

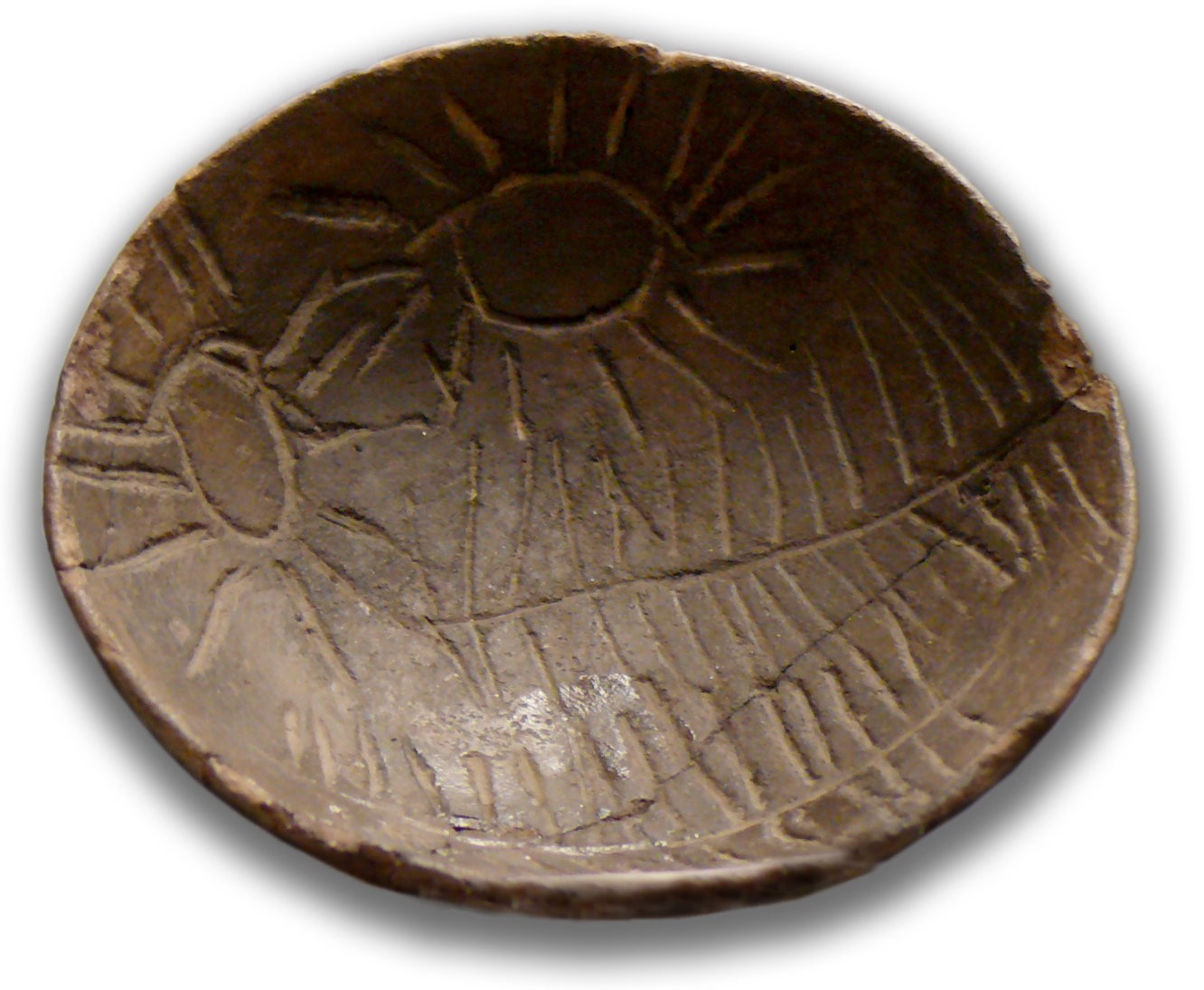
Bol oculat de Los Millares

El calcolític es va obrir en la península Ibèrica amb dues cultures arrelades respectivament en la tradició megalítica portuguesa i en la neolítica cultura d'Almeria. En són característiques les poblacions fortificades, que van aconseguir, en els casos de Los Millares o Zambujal, una considerable grandària. En els anys del seu descobriment, es va parlar molt de fortificacions aixecades per colons del mar Egeu, a causa de la seva relativa proximitat al mar i les seves suposades similituds amb les civilitzacions egees de l'edat del bronze. Però les modernes datacions amb carboni-14 han establert la seva anterioritat a aquestes últimes i, a més, encara no s'ha trobat un sol objecte de procedència oriental, encara que alguns ídols tenen certes semblances formals.
Entre ambdós grups, s'estenen les regions andalusa i extremenya a Espanya, i l'Alentejo i Algarve portuguesos, molt influïts pels grans centres de Los Millares i Vila Nova, i hi apareixen poblats fortificats i abundants megàlits: dòlmens de corredor, tolos, coves artificials, etc. Com en la fase anterior, les importacions de materials africans i escandinaus (ambre) eren habituals, ja no sols a Portugal sinó també al sud ibèric.

### Vila Nova
A l'Extremadura portuguesa i la península de Setúbal, va començar a desenvolupar-se, des del 3100 aC aproximadament, una gran complexitat cultural el referent principal de la qual ha estat el jaciment epònim de Vila Nova de São Pedro (VNSP), un petit assentament fortificat al nord de l'estuari del Tajo, on es van trobar milers de puntes de fletxa. La població coneguda més gran en va ser, però, Zambujal, situada al bell mig de la península d'Extremadura i que sembla acumular en la seva seqüència estratigràfica fins a sis nivells consecutius, mantenint sempre un recinte emmurallat amb poques entrades. En aquesta regió, apareixen un total de 21 assentaments fortificats, i hi són habituals els enterraments en coves artificials, dels quals es coneixen una desena. En canvi, no s'hi ha trobat cap tolos.
A partir del 2900 aC, és característica d'aquest grup cultural la ceràmica campaniforme, així com la presència d'innombrables ídols, tant antropomorfs, com plaques de pedra decorada, bàculs de pissarra, betils (columnetes troncocòniques de pedra amb caràcter votiu), lúnules d'argila i simples falanges de toro.

### Los Millares

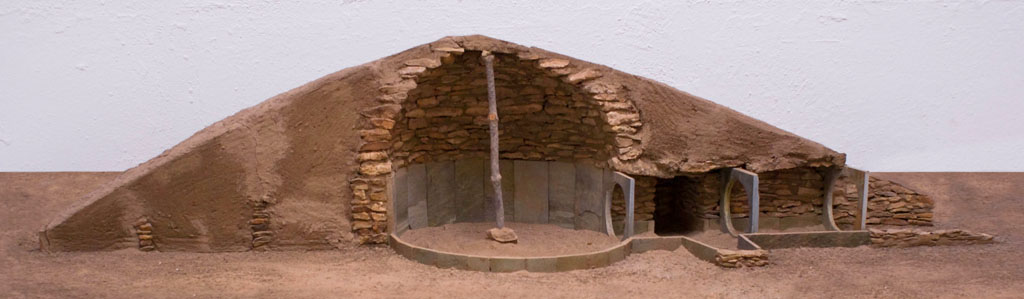
Maqueta d'un tolos característic del poblat de Los Millares (Santa Fe de Mondújar, Almeria, Espanya).

Luis Siret va descobrir, a finals del segle xix, l'altre gran centre de complexitat cultural de la península: l'assentament de Los Millares, situat sobre el riu Andarax, que en aquella època havia de tenir major cabal que en l'actualitat, i era possiblement navegable. Aquest gran poblat d'Almeria va començar a configurar-se a partir del 3100 aC i va durar fins al 2200 aC aproximadament, diferenciant-se d'altres assentaments del seu entorn per les seves grans dimensions. Els enterraments d'aquesta població eren col·lectius i es realitzaven en els seus característics tholoi (aquesta seria la principal diferència amb Vila Nova), on s'han recuperat idolets amb motius oculars, en forma de violí o cruciformes, així com ceràmica campaniforme (un poc posterior a la Vila Nova).

## ElMigdia francès
Amb una alta densitat demogràfica però sent poblats petits, aquests albergaven cases amb murs de pedra seca i teulades de doble vessant. Alguns dels pobles de Provença estaven fortificats, i s'han trobat a més dues fortaleses d'aquesta època a Erau.
La troballa de puntes de fletxa en alguns esquelets, al costat de la pràctica reeixida de trepanacions per a guarir traumatismes cranials, indueixen a pensar que els conflictes hi eren habituals. A més, està comprovada la interrupció del comerç de sílex melat i d'obsidiana, que diversificaven els punts d'extracció de pedra. El coure utilitzat s'extreia localment.
Els enterraments eren de caràcter col·lectiu, en megàlits tipus tolos, en coves artificials i també de naturals, així com en hipogeu al si de galeries abandonades de mines. L'abundant ceràmica trobada, dividida en cinc tipologies, va patir inicialment un empobriment formal en comparació amb l'època anterior, així com la pèrdua de tota decoració.
 

## Els hereus dels protoestats balcànics
A l'esplendor de Vinca, Gumelnitsa, Salcuta, Cucuteni i Tiszapolgar, els va succeir una sèrie de grups; els poblats van perdre les característiques protourbanes anteriors, desapareixent-hi tot rastre d'ideogrames, i la producció metal·lúrgica es va veure reduïda a una desena part. Aquest brusc declivi va ser relacionat per Marija Gimbutas amb unes suposades invasions dels pobles de les estepes nord-pòntiques; segons Nandor Kalicz, amb l'entrada de grups anatòlics. Actualment, a les velles explicacions difusionistes, es prefereixen uns models menys rupturistes i amb més matisos, encara que es reconeix una certa aculturació externa: en aquesta època la majoria del coure era de procedència caucàsica i un percentatge significatiu de recipients ceràmics seguien models orientals (ceràmica cordada) o egeus (peces llises o acanalades).

### Cerdanova
En l'àrea de Gumeniltsa, es va desenvolupar el grup de Cerdanova, els jaciments més representatius són Ezero i Ezerevo, els quals presenten estructures d'habitatge tradicionals i elements ceràmics d'ascendència forana.
Els ritus fúnebres es devien associar als pobles orientals, ja que la presència d'ocre a les tombes és habitual. Entre els objectes rituals, s'han trobat imatges de la Dea Mare, destrals rituals i uns característics ídols d'argila en forma d'àncora, d'origen egeu, encara propis també d'altres cultures balcàniques. L'assentament d'Ezero està fortificat, i n'alberga a l'interior habitatges que, essencialment, segueixen la tradició local i on s'han trobat objectes de coure arsenicat.

### Pecel-Baden
A l'àrea de Tiszapolgar, es va desenvolupar un grup característic, anomenat Pecel a Hongria i Baden a Croàcia i Sèrbia; les diferents fases n'han estat denominades Boleraz, Kostolac i Vucedol, successivament. Els poblats se situaven en altures o a la vora de rius, i estaven formats per cases fetes amb fang i fusta, de mida petita i parcialment excavades a terra. Les tombes conegudes són tumulars i només d'individus masculins, acompanyats habitualment d'animals sacrificats.
El fet de fortificar els poblats evidencia una gran continuïtat de poblament. El culte sembla que estava centrat en la Gran Mare exclusivament, i hi apareixen també algunes estatuetes humanes, possiblement ofrenes. El ritual fúnebre era molt variat, amb grans necròpolis on es troben enterraments individuals en posició flexionada al costat de sepultures col·lectives, en les quals alguns cossos apareixen en posició asseguda, amb els rostres cremats i amb els primers torques de l'arqueologia europea. També hi ha incineracions diverses, tombes múltiples, sepultures simbòliques (cenotafis) i tombes rituals amb animals (tant aïllades com associades a enterraments humans).
 

#### Boleraz
La gent de Boleraz habitava en pobles fortificats amb fossats i terraplens, veneraven la Gran Mare i els déus animals i posseïen una ceràmica de boca d'embut, brunyida amb lluentors metàl·liques, d'excel·lent qualitat. Però el seu tret més característic era el ritual funerari d'incineració en petits cercles de pedres coneguts com a cromlecs, que aportaven un aixovar repetitiu consistent en: gerra, copa, destrals de pedra dura i adorns de conquilles.

#### Vucedol
A Vucedol (prop de Vukovar), es va excavar al centre de la població una ciutadella (anomenada Gradac); a l'interior es va trobar un habitatge de tipus megaron, amb taller metal·lúrgic, així com una sepultura de catacumba, similar a les nord-pòntiques. La ceràmica, de qualitat, va adoptar un nou estil d'acabat polit amb fons negre, la decoració va continuar sent-ne de motius lineals (puntejat-acanalat, incisions, impressions), traçant també espirals i cercles concèntrics (que podrien tenir significat solar) i incrustant pasta de colors vermell-blanc-groc. La banya s'utilitzava per a la producció de destrals rituals i el coure en la fabricació de diversos tipus de destrals. En el culte, ja no es troben imatges de la Gran Mare, sinó només petits altars ceràmics, ídols amb aspecte de roda i recipients zoomorfs rituals.
En els aixovars d'aquest moment final del calcolític, es percep una forta estratificació, conseqüència que els processos metal·lúrgics estaven ja dominats amb caràcter exclusiu pels caps d'aquesta societat.

## El vas campaniforme

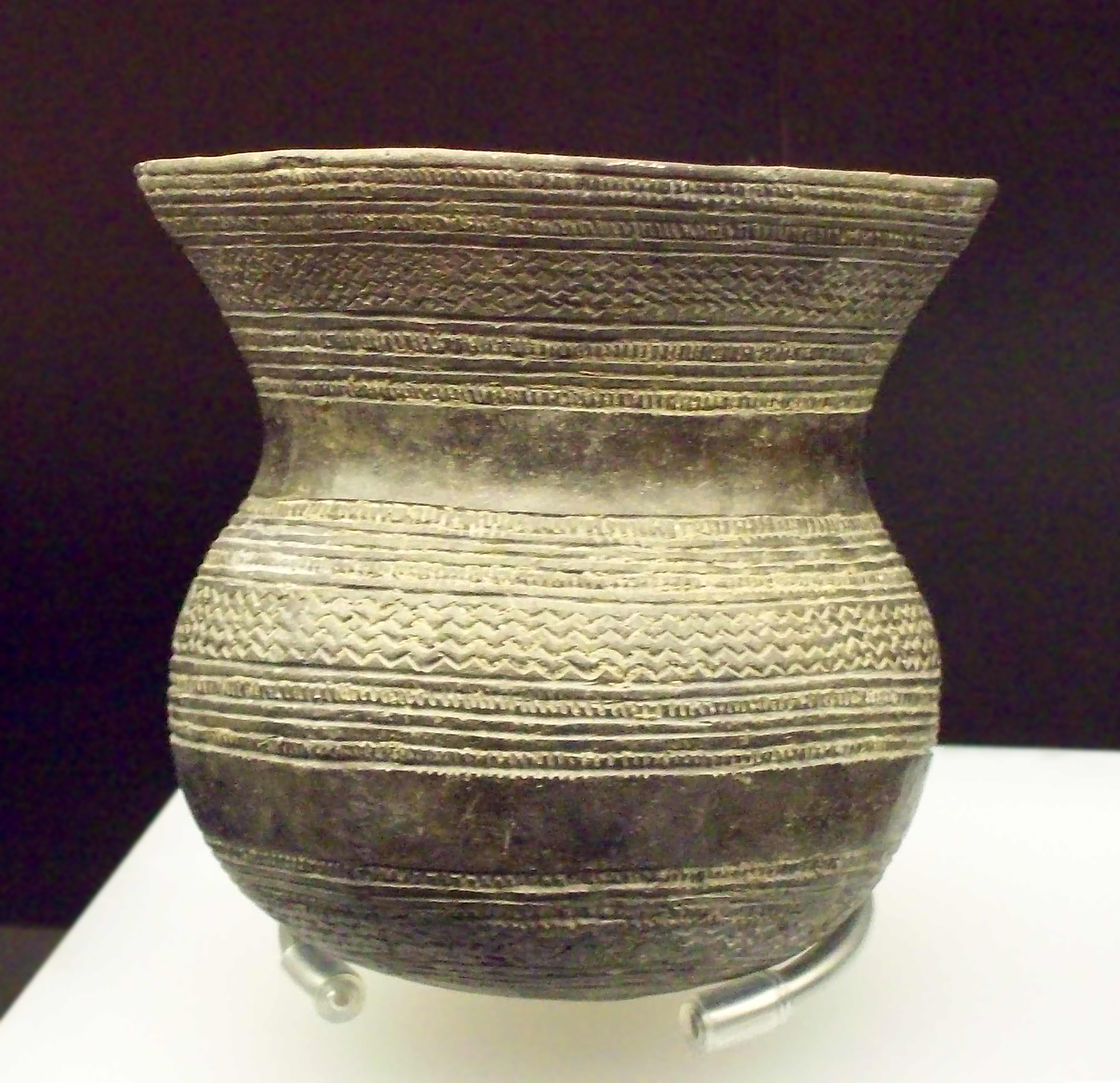
Got campaniforme amb motius geomètrics incisos farcits de pasta blanca, procedent d'un aixovar de Ciempozuelos (Madrid, Espanya).

El vas campaniforme va ser una manifestació cultural calcolítica que es va expandir per gairebé tot Europa occidental, i arribà a utilitzar-se fins a l'edat del bronze. Ha estat relacionat amb la difusió de la metal·lúrgia del coure fins a tal punt que s'ha convertit en la seva fòssil guia. La denominació prové de les especials característiques d'aquests vasos de ceràmica, amb forma de campana invertida i profusament decorats que han estat trobats generalment en contextos funeraris. Actualment i gràcies a la revisió sistemàtica de les dades proporcionades pel radiocarboni en gots campaniformes de tot Europa, s'ha pogut establir que els més antics serien els trobats a l'àrea del Baix Tajo, a Portugal, amb una cronologia que aniria del 2900 al 2500 aC
Aquests vasos ceràmics són d'excel·lent qualitat, de color vermell o marró-vermellós, decorats profusament amb bandes horitzontals incises (gravades), excises o impreses, amb temes geomètrics, ratllats, escacats, etc. Els gots més primerencs han estat descrits com d'estil internacional, que inclouria els grups Marítim i AOO (acrònim de all over ornamented, en català ornamentat i encordat completament), mentre que els estils posteriors s'emmarquen en diferents desenvolupaments regionals.
A part de la ceràmica, el que millor defineix aquest horitzó arqueològic són els aixovars funeraris, que solen consistir, gairebé invariablement, en un got ceràmic, adorns manufacturats en os, botons amb una característica perforació en V, penjolls d'argila en forma de creixent, espirals d'or, abundants fletxes denominades palmela, punyals triangulars de coure i unes plaques perforades d'esquist que solen considerar-se braçals d'arquer. Encara que a les àrees de Vila Nova i Los Millares no hi va haver ruptura amb les tradicions funeràries megalítiques anteriors, a la resta d'Europa, segons va avançar el mil·lenni III aC, es van generalitzant els enterraments individuals en cistes i fosses simples, on els cossos femenins i masculins eren dipositats de manera diferenciada.
La relativa unitat del vas campaniforme a Europa a finals del tercer mil·lenni podria explicar-se a conseqüència de la gran interacció comercial provocada per unes elits àvides de béns de prestigi, entre els quals destacava el vas campaniforme. Així, es podria interpretar com una moda una vaixella de luxe usada per les direccions europees en cerimònies socials en les quals s'associava a la beguda, emprada també en pactes polítics, transmissió de coneixements, aliances matrimonials, etc. Se sap que va servir per a beure cervesa o hidromel, segons ho demostra l'anàlisi dels pòsits de la peça escocesa d'Ashgrove. Però també va ser usat en alguns casos com a recipient de reducció per a fondre minerals de coure. Hi ha gots que conserven restes orgàniques associades amb menjars i, fins i tot, alguns van ser-ne emprats com a urnes funeràries.

## La ceràmica cordada

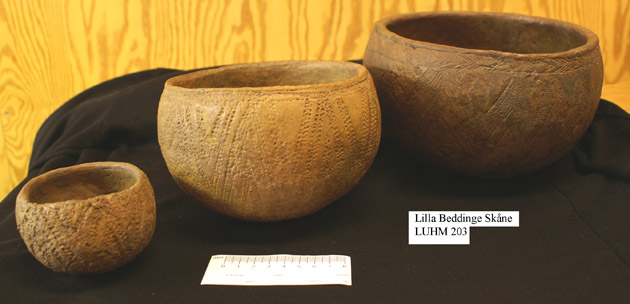
Ceràmica amb impressions cordades del cementiri de Lilla Bedinge (Skåne, Suècia).

La ceràmica cordada identifica un vast horitzó arqueològic europeu que abasta el calcolític i el principi de l'edat de bronze (és a dir, entre el 2900 i el 2450 /  2350 aC). Associada inseparablement a l'anomenada cultura de la destral de combat/guerra o dels sepulcres individuals, rep uns o altres noms en funció de les diferents escoles arqueològiques. Tant la ceràmica decorada amb cordes com les destrals de combat (simbòliques, ja que estaven polides en pedra, cosa que les convertia en armes poc eficients per a aquesta època) eren típiques ofrenes funeràries masculines, dipositades en tombes individuals, de manera que els tres elements formen una associació recurrent. És contemporània del vas campaniforme, superposant-se'n en la seva àrea de distribució més occidental. Encara que adoptaren una organització social i patrons d'assentament similars, els grups de la ceràmica cordada no tenien els refinaments d'aquells, només possibles mitjançant el comerç i la comunicació pel mar i els rius. La ceràmica cordada està associada amb la introducció del metall al nord d'Europa i, segons alguns investigadors, amb certes llengües de la família indoeuropea.
Se'n coneixen pocs poblats, potser per ser massa precaris, però hi ha proves de la pràctica de l'agricultura i el pasturatge, així com de la presència de cavalls i carros de quatre rodes massisses. Els enterraments solien ser inhumacions individuals, encara que en alguns casos es va donar la incineració. Els aixovars van ser molt uniformes i incloïen un got, una àmfora, útils lítics o ossis i destrals rituals per als homes, mentre que les dones eren enterrades amb objectes sumptuaris en comptes d'armes. També es diferenciaven els sexes ficant al llit els cossos femenins sobre el seu costat esquerre i els masculins sobre el dret. Podia haver-hi un petit túmul o no i, en el cas de Dinamarca, els túmuls contenien dos i fins a tres enterraments successius; a Polònia, es va mantenir la tradició anterior de les tombes-nínxol en catacumbes.

## L'expansió del megalitisme

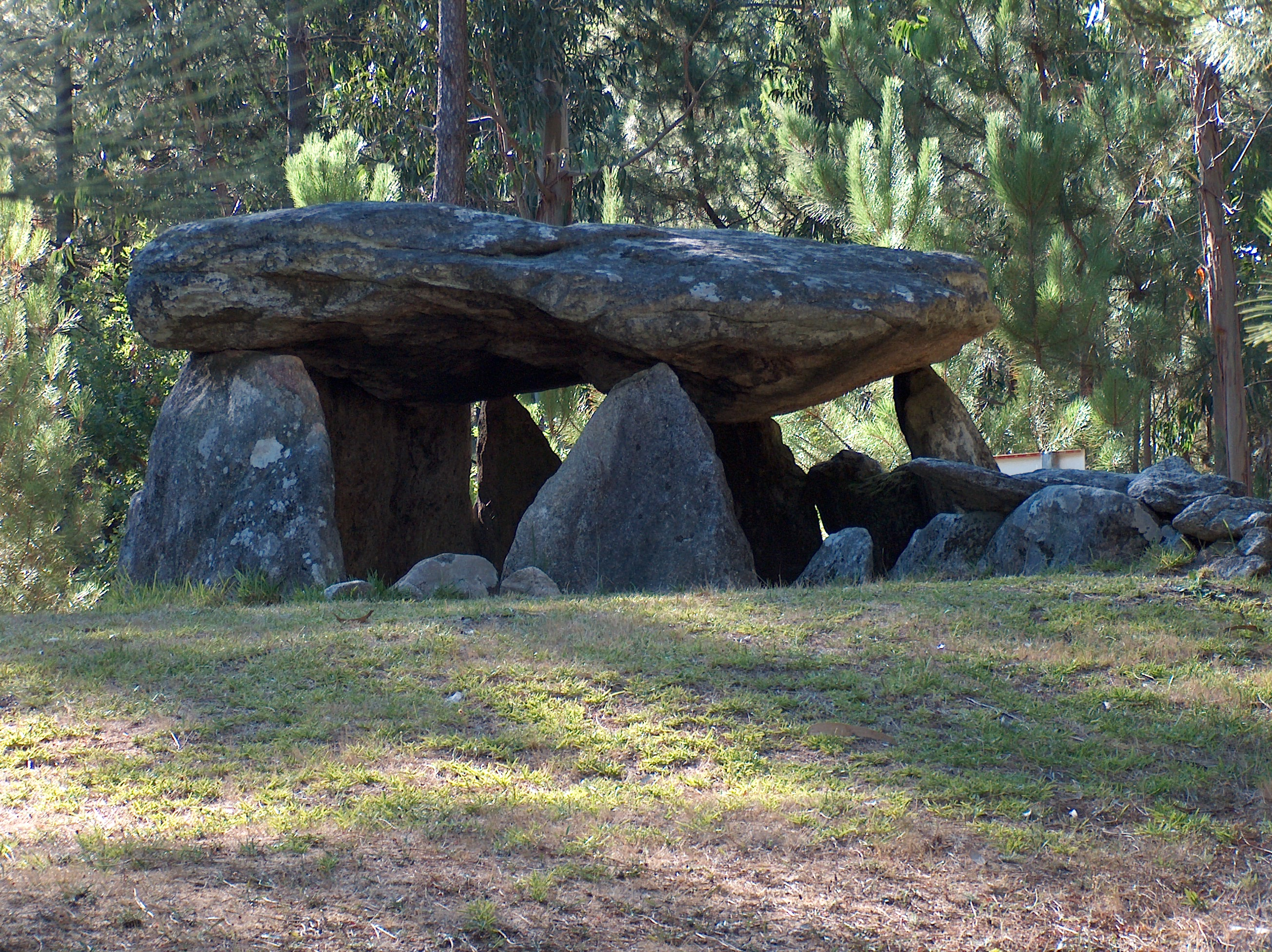
Dolmen d'Anta Cerqueira, Couto Esteves, Portugal.

A partir del 3200 aC, va començar a aixecar-se el temple megalític de Hagar Qim a Malta (vegeu supra). Des del 3100 aC, en el focus calcolític portuguès i d'Almeria, van aparèixer importants innovacions en la construcció funerària: coves artificials i tolos, lligats al desenvolupament de les poblacions fortificades ibèriques, que van formar les primeres i úniques societats complexes (conegudes) implicades en el fenomen megalític: les cultures de Castro de Vila Nova de São Pedro i Los Millares.
A partir del 3000 aC, a Gran Bretanya van ser substituïts els camps atrinxerats anteriors pels complexos cercles d'ortostats coneguts com a henges. Cap al 2800 aC, es va assolir el punt àlgid del megalitisme a Dinamarca i va començar la construcció del cercle de Stonehenge. Prop del 2500 aC, es va arribar al clímax del megalitisme lligat al vas campaniforme a la península Ibèrica, França, Alemanya i les illes britàniques, amb la construcció de centenars de petits cercles de pedra en aquestes últimes.